# Floien
Stratigraphie
Trémadocien Dapingien
Ordovicien moyen
Le Floien ou Floïen est le second des deux étages géologiques de la série de l'Ordovicien inférieur, dans l'ère Paléozoïque. Il s'étend de 477,7 ± 1,4 à 470,0 ± 1,4 million d'années (Ma).

## Nom et historique
En 2004, le nom Floan est proposé pour désigner le second étage de l'Ordovicien inférieur, en référence au village de Flo (sv) en Suède, localisé environ à 5 km au sud-est du point stratotypique mondial pour cet étage. C'est le nom Floian (Floien en français) qui est finalement proposé et approuvé en 2006 par la Commission internationale de stratigraphie.

## Définition et point stratotypique mondial
La base de l'étage est définie par le niveau correspondant à la première date d'apparition (First appareance datum, FAD) du graptolite Tetragraptus approximatus. Le sommet de l'étage correspond à la base du Dapingien, défini par la première date d'apparition de l'espèce de conodontes Baltoniodus triangularis.
Le point stratotypique mondial (PSM) (Global Boundary Stratotype Section and Point, GSSP) définissant la base du Floien est situé à la carrière Diabasbrottet, sur les pentes du mont Hunneberg de la province du Västergötland, dans le sud de la Suède. Le PSM a pour coordonnées 58° 21′ 32,2″ N, 12° 30′ 08,6″ E.
Outre la séquence du Floien, la section Diabasbrottet présente des couches plus anciennes datées du Cambrien supérieur et du Trémadocien. La séquence exposée correspondant à l'Ordovicien est épaisse de 12 m.

## Géochronologie
| Silurien                                            | Llandovérien | Rhuddanien  | plus récent    |
| Ordovicien                                          | supérieur    | Hirnantien  | 445.2 – 443.1  |
| Ordovicien                                          | supérieur    | Katien      | 452.8 – 445.2  |
| Ordovicien                                          | supérieur    | Sandbien    | 458.2 – 452.8  |
| Ordovicien                                          | moyen        | Darriwilien | 469.4 – 458.2  |
| Ordovicien                                          | moyen        | Dapingien   | 471.3 – 469.4  |
| Ordovicien                                          | inférieur    | Floien      | 477.1 – 471.3  |
| Ordovicien                                          | inférieur    | Trémadocien | 486.85 – 477.1 |
| Cambrien                                            | Furongien    | Étage 10    | plus ancien    |
| Subdivision de l'Ordovicien selon l'ICS, août 2018. |              |             |                |

Les dates de début et de fin du Floien ont été estimées respectivement à 477,7 ± 1,4 Ma et 470,0 ± 1,4 Ma, soit une durée de l'étage de 7,7 Ma. En 2004, les dates de début et de fin de l'étage — alors non nommé — étaient estimées respectivement à 478,6 Ma et 471,8 Ma,.